# جرقه‌نگاری استخوان

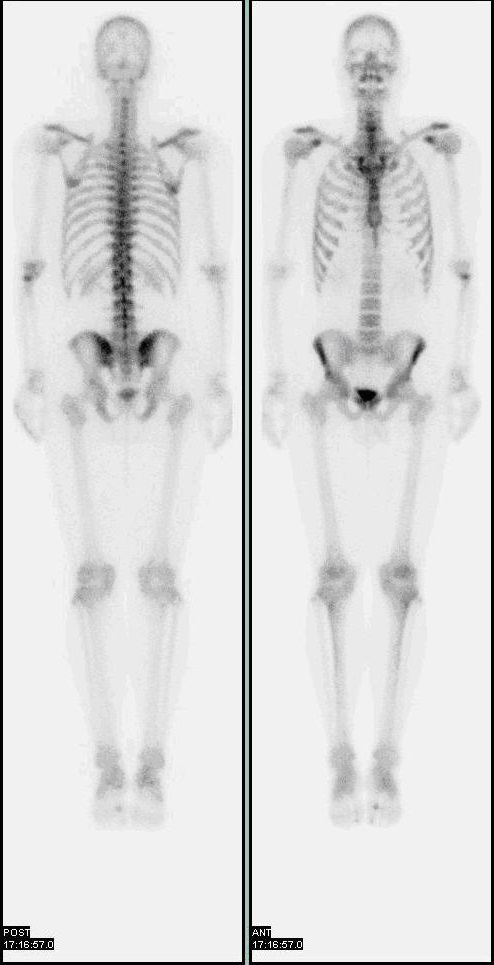
اسکن استخوان کل بدن کل بدن هسته ای. اسکن استخوان کل بدن در پزشکی هسته ای به‌طور کلی در ارزیابی آسیب‌شناسی مختلف استخوانی مانند درد استخوانی، شکستگی استرس، ضایعات استخوانی غیرمجاز، عفونت‌های استخوانی یا گسترش سرطان به استخوان استفاده می‌شود.

جرقه نگاری استخوان یک تکنیک پزشکی هسته ای تصویربرداری از استخوان است. که می‌تواند به تشخیص برخی از شرایط استخوانی، از جمله سرطان استخوان یا متاستاز، محل التهاب استخوان و شکستگی (که ممکن است در تصاویر X-ray سنتی دیده نشود) و عفونت استخوان کمک کند.
داروهای هسته ای تصویربرداری عملکردی را ارائه می‌دهد و اجازه می‌دهد تا تجدید حیات متابولیسم استخوان یا بازسازی مجدد استخوان، که اکثر روش‌های تصویربرداری دیگر (مانند توموگرافی کامپیوتری اشعه ایکس، CT) نمی‌توانند آن را نشان دهند. برای تصویربرداری از متابولیسم غیرطبیعی در استخوان‌ها جرقه نگاری استخوان با توموگرافی انتشار پوزیترون (PET) رقابت می‌کند، اما روش جرقه نگاری استخوان به مراتب ارزان‌تر است. جرقه نگاری استخوان دارای حساسیت بالاتری است.

## تاریخ
برخی از اولین تحقیقات در مورد متابولیسم اسکلت توسط گئورگ دو هوسی در دهه ۱۹۳۰، با استفاده از فسفر ۳۲ و توسط چارلز پکر در دهه ۱۹۴۰ انجام شده‌است. در دهه ۱۹۵۰ و ۱۹۶۰ کلسیم -۴۵ مورد بررسی قرار گرفت،تصویربرداری از  فرستنده ‌های پوزیترون و  گاما  مانند فلوئور -۱۸ و ایزوتوپ‌های استرانتیوم با اسکنرهای مجاور مفیدتر بود. استفاده از (99m Tc) یا عوامل مشابه، در ابتدا در سال ۱۹۷۱ پیشنهاد شد.

## قاعده کلی
شایعترین رادیوتراپی برای اسکنینگ استخوان 99m Tc با دی فسفونات متیلن (MDP) است. MDP جذب شده بر روی ماده معدنی هیدروکسی آپاتیت کریستالی استخوان. Mineralization در osteoblasts رخ می‌دهد، نشان دهنده سایت‌های رشد استخوان است، جایی که MDP (و دیگر دیфоسفات‌ها) "به بلورهای هیدروکسی آپاتیت نسبت به جریان خون محلی و فعالیت استئو بلاستیکی متصل می‌شوند و بنابراین نشانگر گردش گردش استخوان و پرفیوژن استخوان" است. فعال تر شدن گردش استخوان، مواد رادیواکتیو بیشتری دیده می‌شود. بعضی از تومورها، شکستگی‌ها و عفونت‌ها به عنوان مناطقی از افزایش جذب می‌شوند.

## تکنیک
در روش معمول اسکن استخوان، به بیمار یک ماده رادیواکتیو تزریق می‌شود (معمولاً به ورید در دست یا، گاهی اوقات پا) مثلا ۷۴۰ بکرل از تکنسیوم 99m-MDP و سپس با یک دوربین گاما اسکن انجام می شود که میتواند به دو گونه باشد.نوع پلانار یا مسطح که تصاویر قدامی و خلفی میدهد و یا بصورت تابش تک فوتون توموگرافی کامپیوتری (SPECT) که در طی ان دوربین گاما 360 درجه بدور بدن چرخیده و تصاویر را بصورت سطح مقطعی یا سکشنال (sectional) ارایه میدهد. به منظور مشاهده ضایعات کوچک، تکنیک تصویربرداری SPECT ممکن است بر اسکن پلانار یا مسطح ترجیح داده شود. در یک پروتکل تک فاز (تصویربرداری اسکلت به تنهایی)، که در ابتدا اسوتوبلاست‌ها را برجسته می‌کند، تصاویر معمولاً ۲ تا ۵ ساعت پس از تزریق به دست می‌آیند (پس از چهار ساعت ۵۰ تا ۶۰٪ فعالیت به استخوان‌ها ثابت می‌شود). پروتکل دو یا سه فاز از اسکن‌های اضافی در نقاط مختلف بعد از تزریق برای دریافت اطلاعات تشخیصی اضافی استفاده می‌کند. یک پویا (یعنی فریم‌های چندگانه) بلافاصله بعد از تزریق، اطلاعات مربوط به پرفیوژن را ثبت می‌کند. فاز دوم "تصویر خون خون" پس از پرفیوژن (اگر در یک تکنیک سه مرحله انجام شود) می‌تواند به تشخیص بیماری‌های التهابی یا مشکلات خون کمک کند. یک دوز مؤثر در طول اسکن استخوان ۶٫۳ میلی ثانیه (mSv) است. 

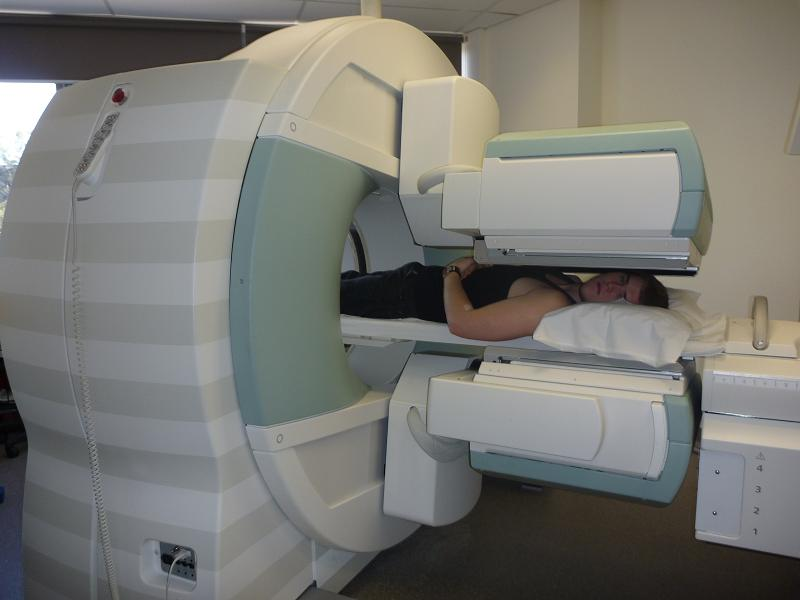
فرد تحت اسکن استخوان جمجمه است
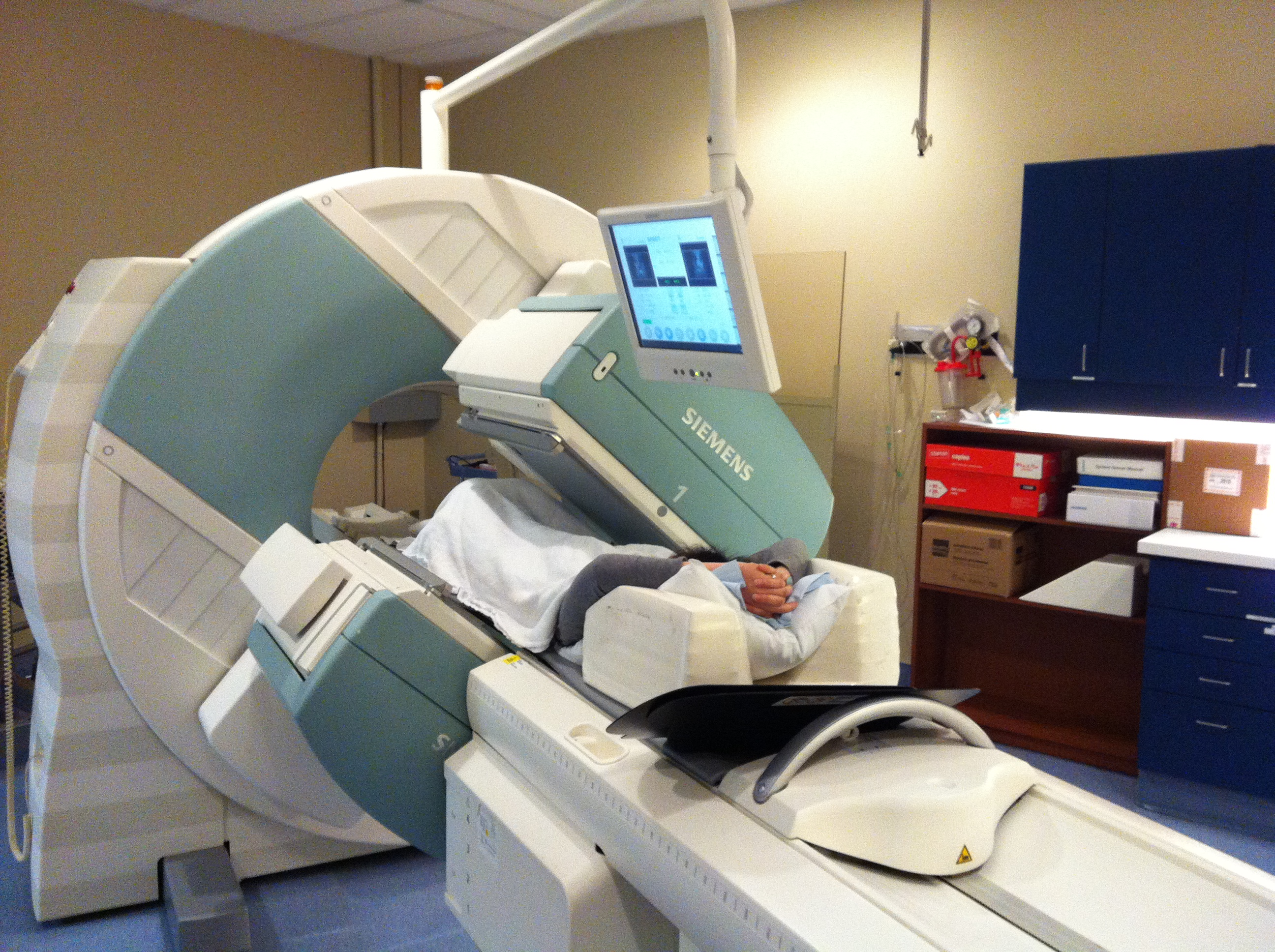
یک بیمار تحت اسکن SPECT استخوان است.

## لینک‌های خارجی
"Bone scans". WebMD. Retrieved July 9, 2008.